# حمله به سفارت عراق در کابل (۲۰۱۷)
حمله به سفارت عراق در کابل پایتخت افغانستان، در روز دوشنبه ۹اسد/مرداد ۱۳۹۶ برابر با ۳۱ ژوئیه ۲۰۱۷ به وقوع پیوست. در این حمله ابتدا چهار انفجار پی در پی شهر کابل را لرزاند و صدای تیراندازی در اطراف سفارت عراق بگوش رسید. در این حمله دو محافظ سفارت عراق کشته شدند و پس از ۴ ساعت درگیری با کشته شدن مهاجمین این حمله پایان یافت. داعش مسئولیت حمله را بر عهده گرفت.

## هدف حمله
سفارت عراق در کابل هدف این حمله بوده است. ساختمان سفارت در منطقه «کلوله پشته» کابل قرار دارد و نیروهای ویژه مبارزه با تروریسم افغانستان وارد محل شده و با مهاجمان درگیر هستند. براساس خبر رسانه‌ها دو هفته پیش از حمله ۳۱ ژوئیه، سفارت عراق در کابل مراسمی را برای تجلیل از پیروزی نیروهای عراقی در موصل برگزار کرد. در این مراسم سفیر عراق در افغانستان به خبرنگاران گفته بود: «نیروهای عراقی این کشور را به صورت کامل از وجود داعش پاکسازی خواهد کرد.»

## شرح حمله
وزارت کشور افغانستان دربارهٔ این حمله گفت: «ساعت ۱۱:۱۰ صبح دوشنبه ۹اسد/ مرداد یک گروه ۴ نفره تروریست‌های انتحاری به سفارت عراق در کابل در حوزه چهارم امنیتی حمله کردند.
پلیس افغانستان نیز به نوبه خود گفت که یک خودروی بمب گذاری شده ابتدا در خارج از ورودی سفارت عراق در مرکز کابل منفجر شد و پس از آن مردان مسلح برای ورود به ساختمان تلاش کردند.
به گفته شاهدان پس از انفجار آتش‌سوزی رخ داد و صدای تیراندازی از این منطقه شنیده شده است.
وزارت کشور افغانستان اعلام کرد که در این حمله تمام مهاجمان کشته شدند و به این ترتیب بعد از حدود ۴ ساعت درگیری پایان یافته است.

## اظهارات وزارت خارجه عراق
این نخستین بار است که سفارت عراق در افغانستان هدف حمله مهاجمان قرار می‌گیرد. وزارت خارجه عراق دربارهٔ این حمله اعلام کرد که در این حمله ۲ محافظ امنیتی این سفارت کشته شده‌اند. این وزارتخانه پس از پایان واقعه در بیانیه اش اعلام کرد که کارکنان دیپلماتیک این کشور در کابل به سفارت مصر منتقل شده‌اند.

## تلفات و خسارات
براساس بیانیه منتشر شده توسط وزارت کشور افغانستان «سه تروریست در درگیری با نیروهای ویژه پلیس کشته شده‌اند».
همچنین بیانیه می‌گوید که نیروهای ویژه پلیس با یک اقدام سریع خود را به محل حمله رساندند و سفیر عراق، معاون سفیر و کارمندان سفارت را از محل سفارت خارج کرده و به مکان امن بردند. بنا بر این بیانیه به هیچ‌یک از کارمند این سفارت آسیب نرسیده است.
در این درگیری ۲ محافظ سفارت عراق کشته و یک پلیس مجروح شد. وزارت داخله افغانستان گفت یک پلیس افغان در جریان درگیری‌ها زخمی شد.

## مسئولیت حمله
داعش مسئولیت حمله را بر عهده گرفت. یک رسانه مرتبط به گروه داعش اعلام کرد که پشت این حمله به سفارت عراق در پایتخت افغانستان داعش بوده است. بر اساس خبر رسانه داعش به نام اعماق ۷ نیروی امنیتی را قبل از استفاده از بمب‌های چسبنده برای منفجر کردن دروازه ورودی سفارت کشته‌اند.

## واکنش‌ها
وزارت خارجه افغانستان حمله به سفارت عراق را محکوم کرد و در اطلاعیه اش اعلام کرد که: «تعرض بر اماکن دیپلماتیک» به هیچ صورت قابل توجیه نیست.»